# Magnolia griffithii
Espèce
Synonymes
- Michelia  griffithii (Hook.f. & Thomson) Finet & Gagnep

Statut de conservation UICN

 DD  : Données insuffisantes
Magnolia griffithii est une espèce de plantes à fleurs de la famille des Magnoliaceae. C'est un arbre trouvé en Birmanie et en Inde.

## Description
C'est un arbre.

## Répartition et habitat
La plante est trouvée en Birmanie et en Inde.